# Temnothorax dlusskyi
Temnothorax dlusskyi (лат.) — вид мелких по размеру муравьёв трибы Crematogastrini из подсемейства мирмицины семейства Formicidae. Эндемик России. Вид был назван в честь крупного российского мирмеколога профессора Геннадия Михайловича Длусского (1937—2014).

## Распространение
Россия, Кабардино-Балкария, Эльбрус, верхнее течение реки Малка, Джилли-Су, на высоте 2649 м, 43°26′ / 42°33′E.

## Описание
Мелкие красновато-коричневые муравьи (2—3 мм). Голова овально-удлинённая, грудь низкая и длинная, метанотальное вдавление отсутствует, заднегрудь угловатая, но без проподеальных шипиков. Грудь и голова сверху с грубыми продольными морщинками. Жевательный край мандибул с 5 зубчиками. Обитает на высокогорных альпийских лугах. Муравейник найден в расщелине скалы. Сходен с видами Temnothorax nadigi и Temnothorax anodontoides, отличаясь более узкой головой. Вид был впервые описан в 2017 году мирмекологами Александром Радченко (Институт зоологии, Киев), Залимом Юсуповым (Институт экологии горных территорий, Нальчик, Кабардино-Балкария) и Еленой Федосеевой (ЗМ МГУ, Москва).